# 冲天 (紀錄片)
《冲天》（英语：The Rocking Sky）是一部纪念中国抗日战争胜利七十周年、描述抗战期间中华民国空军的纪录片，耗时一年半制作，横跨兩岸三地拍摄，摄制组访问了近四十位当年曾经参与作战的飞行员与其眷属，从不同以往的人性角度来重新回顾这场战争。標題书法节选自1923年首任中華民國臨時大總統孙中山赠予杨仙逸的亲笔手书“志在冲天”。该片为中華文化總會與視納華仁（CNEX）共同出品，2015年8月18日在台北市中山堂舉辦首映會，中华民国总统马英九、中華文化總會會長劉兆玄出席首映會。

## 劇情摘要
“曾经有那麼一群年轻人，每一次起飞都可能永别，每一次落地都必须感谢上苍。他们战斗在云霄。胜败一瞬间。他们必须无所畏惧，但也无所遁逃。”《冲天》所述的主角是螺旋桨飞机时代的最后一批战斗机飞行员，他们所面对的敌人，以及生死，都在目视可及的范围内，一如十九世纪的贵族决斗。《冲天》以1937-1945年中国与日本之间的全面战争為大背景，来呈现这群年轻人的爱恋、荣耀与存亡。